# Entesa dels Nacionalistes d'Esquerra
La Entesa dels Nacionalistes d'Esquerra (ENE) (Acuerdo de los Nacionalistas de Izquierda) fue un partido político español, de ámbito nacionalista catalán fundado en 1985, nutrido básicamente con miembros de la coalición Nacionalistes d'Esquerra, elementos renovadores de Esquerra Republicana de Catalunya y por independientes. No consiguió mejorar de forma sustancial la presencia institucional de Nacionalistes d'Esquerra.
En las elecciones generales de 1986 se presentó conjuntamente con el PSUC y otros pequeño partidos en la coalición Unió de l'Esquerra Catalana, precedente de Iniciativa per Catalunya (IC), federación de partidos que se creó el 23 de febrero de 1987.
En 1987 y 1989 aún se presentó en Cataluña en solitario en las elecciones europeas, dentro de la coalición estatal Izquierda de los Pueblos, liderada por Euskadiko Ezkerra, con unos resultados discretos.
Dentro de Iniciativa per Catalunya, la ENE obtuvo representación parlamentaria (Magda Oranich, que posteriormente pasó a CDC, en el Parlamento de Cataluña y Joan Armet en el Congreso de los Diputados)
Desde 1986, diversos sectores del partido abandonaron la ENE para integrarse en ERC, entre ellos Josep-Lluís Carod-Rovira, Josep Huguet y Jordi Carbonell.
La ENE no se ha disuelto formalmente, por lo que jurídicamente existe, integrada dentro de la federación de partidos de Iniciativa per Catalunya Verds, donde se integran afiliados que se mantuvieron en el partido. Su último primer secretario fue Joan Armet.
- Datos: Q3324171